# Diario de Morelia
Diario de Morelia es parte del Grupo Diario de Morelia, dos periódicos en la ciudad de Morelia, en el estado de Michoacán en México. Diario de Morelia, periódico Matutino con más de 65 años y La Extra, periódico vespertino con más de 45 años. Tiene formato tabloide y está basado en Morelia.
El sitio de Internet ha crecido y ha sido listado en una serie de nuevos sitios. Sitio de referencia. El centro Virtual Cervantes, reconoce a Diario de Morelia como uno de los periódicos de habla hispana con edición digital.
Portada del 2 de julio de 1974
Sus secciones actuales son:
- Estado: Información general de Michoacán, incluye información sobre el Gobierno del Estado de Michoacán y sus dependencias.
- Congreso: Informa sobre los acontecimientos del Congreso del Estado de Michoacán.
- Morelia: Sección sobre la ciudad de Morelia, incluye información sobre el Ayuntamiento y sus dependencias.
- Deportes: Sección sobre los Deportes Estatales y Locales.
- Delegaciones: Sección sobre las Delegaciones Federales en el Estatales.
- Justicia: Sección sobre la ley orden y justicia en el Estado.
- Municipios: Sección sobre las Noticias de los 113 Municipios del Estado.

## Historia
El periódico Diario de Morelia nace como una revista semanal, llamada "Ecos Michoacanos", que se editó durante solamente dos años, se imprimía en dos ciudades, en la ciudad de Morelia y Uruapan. En 1947 nace en Morelia formalmente el periódico como un semanario, se ubica en centro de la ciudad de Morelia en la calle de Aquiles Serdán. Para 1956 se convierte en un periódico Diario, imprimiendo desde ese entonces de lunes a sábado. En 1970 se expande a 6 ciudades del Estado, creando los diarios de la ciudad de Uruapan, Zamora, Zitácuaro, Lázaro Cárdenas, Apatzingán, se cambia de domicilio a la calle de abasolo en el centro de Morelia a l número 355. En 1979, cambia de domicilio a los límites del centro de la ciudad donde se encuentra desde esa fecha, en la calle de abasolo 707, justamente frente a la plaza carrillo.
El periódico La Extra empezó como una tercera edición del Diario de Morelia, se empezó desde un inicio a imprimir en la tarde, vespertinamente. La portada que aquí aparece fue la primera portada el 15 de septiembre de 1965. El periódico ha tenido 3 épocas, la primera fue de 1965 a 1973, de 1978 a 1982 y desde 1983 se imprime continuamente todas las tardes de lunes a viernes. Pero este periódico da un giro en 1986. a partir de esta fecha empieza el periódico a escribir de forma altisonante, con palabras o frases como las habla el pueblo (una forma y estilo pueblerina), y también menciona las notas en forma de chascarrillo o chiste, dándole un nuevo significado a la forma de informar.

## Columnistas
| - Miguel Sánchez Vargas - Miguel Alfonso Sánchez Caballero - Miguel Durán Juárez - Rodolfo Sánchez Mena |

## Exdirectores
- Armando Palomino Domínguez (2002-2006)